# Cristiano Marcellan
Cristiano Marcellan (ur. 1 kwietnia 1994 roku) – włoski kierowca wyścigowy.

## Kariera
Marcellan rozpoczął karierę w wyścigach samochodowych w 2009 roku od startów w Gloria Scouting Cup, gdzie dziesięciokrotnie stawał na podium. Z dorobkiem odpowiednio 111 punktów uplasował się na najniższym stopniu podium klasyfikacji generalnej. W późniejszych pojawiał się także w stawce Włoskiej Formuły Abarth, Europejskiego Pucharu Formuły Renault 2.0 (2011 rok) oraz Alpejskiej Formuły Renault 2.0.

## Statystyki
| Sezon | Seria                                 | Zespół                      | Wyścigi | Zwycięstwa | PP | NO | Podium | Punkty | Pozycja |
| ----- | ------------------------------------- | --------------------------- | ------- | ---------- | -- | -- | ------ | ------ | ------- |
| 2009  | Gloria Scouting Cup                   | Europa Corse                | 12      | 0          |    | 0  | 10     | 111    | 3       |
| 2010  | Włoska Formuła Abarth                 | Europa Corse                | 4       | 0          | 0  | 0  | 0      | 0      | NS      |
| 2011  | Alpejska Formuła Renault 2.0          | GSK Motorsport              | 10      | 0          | 0  | 0  | 0      | 117    | 12      |
| 2011  | Europejski Puchar Formuły Renault 2.0 | Interwetten.com Junior Team | 2       | 0          | 0  | 0  | 0      | 0      | NS†     |

† – Marcellan nie był zaliczany do klasyfikacji.